# Колибри-лесбии
Колибри-лесбии, или лесбии (лат. Lesbia) — род птиц семейства колибри. Включает два вида: зеленохвостая лесбия (Lesbia nuna) и чернохвостая лесбия (Lesbia victoriae).
Представители рода распространены в Южной Америке.
Длина тела 11,6—26 см (включая хвост длиной 4,5—18 см), масса тела 3,2—5,3 г.